# En ond man
En ond man är en bok av Hans Alfredson från 1980, utgiven av Wahlström & Widstrand. En ond man är en roman i sex delar, berättade av sex olika personer. Alla har en person gemensam; den onde mannen, fabrikör John Höglund.
Berättelserna är underlag för manuset till filmen Den enfaldige mördaren.